# Троїцька волость (Новохоперський повіт)
Троїцька волость — історична адміністративно-територіальна одиниця Новохоперського повіту Воронізької губернії з центром у селі Троїцьке.
Станом на 1880 рік складалася 6 поселень, 9 сільських громад. Населення — 9285 осіб (4610 чоловічої статі та 4675 — жіночої), 1121 дворових господарство.
|                     | Площа, десятин | У тому числі орної, дес. |
| ------------------- | -------------- | ------------------------ |
| Сільських громад    | 19515          | 11762                    |
| Приватної власності | 5700           | 1961                     |
| Надільної власності | 7568           | 1824                     |
| Іншої власності     | 184            | 160                      |
| Загалом             | 32967          | 15707                    |

Поселення волості на 1880 рік:
- Троїцьке — колишнє державне село при річці Савала за 25 версти від повітового міста, 7459 осіб, 900 дворів, 3 православні церкви, 3 школи, 10 лавок, 5 ярмарок на рік.
- Абрамівка (Жихарівка) — колишнє власницьке село, 490 осіб, 70 дворів, православна церква.
- Кутки — колишнє власницьке село, 818 осіб, 103 двори, лавка, винокурний завод.
- Таволжанка — колишнє власницьке село при річці Таволжанка, 134 особи, 19 дворів, православна церква.

За даними 1900 року у волості налічувалось 49 поселень із переважно російським населенням.